# Daniel Rossello
Daniel Rossello Sambaino (Montevideo, 20 de febrero de 1972) es un exfutbolista uruguayo naturalizado mexicano.

## Clubes
| Club                      | País   | Año         |
| ------------------------- | ------ | ----------- |
| Atlético Yucatán          | México | 2000        |
| Reboceros de La Piedad    | México | 2001        |
| Correcaminos UAT          | México | 2001 - 2002 |
| Atlético Yucatán          | México | 2002 - 2003 |
| Lagartos de Tabasco       | México | 2004        |
| Mérida Fútbol Club        | México | 2004        |
| Tigrillos Broncos         | México | 2005        |
| Tigres Los Mochis         | México | 2005        |
| Delfines de Coatzacoalcos | México | 2006        |
| Lobos BUAP                | México | 2007        |